# Gentiana helophila
Gentiana helophila là một loài thực vật có hoa trong họ Long đởm. Loài này được Balf.f. & Forrest mô tả khoa học đầu tiên năm 1928.